# John George Brown

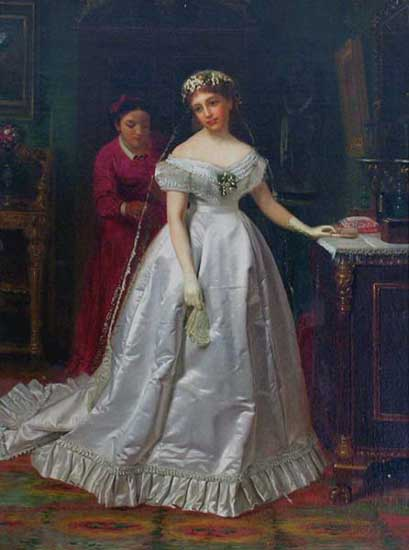
John George Brown – Bruden (1869)

John George Brown, född 11 november 1831 i Durham, England, död 8 februari 1913, var en amerikansk målare. Han utförde främst genremålningar gestaltande människors vardagsbestyr.